# Corben Creek
Corben Creek är ett vattendrag i Kanada.   Det ligger i provinsen Ontario, i den sydöstra delen av landet, 260 km väster om huvudstaden Ottawa.
Omgivningarna runt Corben Creek är en mosaik av jordbruksmark och naturlig växtlighet. Runt Corben Creek är det ganska glesbefolkat, med 47 invånare per kvadratkilometer.